# Degh
Degh és un riu de Caixmir i Pakistan (Panjab) format per la unió de dos rierols a Parmandal a Caixmir. Entra a la província del Panjab prop del poble de Lehri-Kalan i segueix curs cap al sud fins a trobar el Ravi al que desaigua.
El riu s'alimenta principalment de les pluges però a la seva part superior no s'asseca. A Tapiala el riu es divideix en dues branques, una occidental que només corre en temps de pluja i una oriental, que s'ajunten altre cop prop de Dhenga. A la part final del seu recorregut està sec generalment fora del temps de pluges. Està creuat per diversos ponts, entre ells dos (a Pindi Das i Hodial) que foren construïts sota l'emperador Jahangir.